# Simsia grandiflora
Simsia grandiflora là một loài thực vật có hoa trong họ Cúc. Loài này được Benth. ex Oerst. miêu tả khoa học đầu tiên.